# Acuerdos SALT

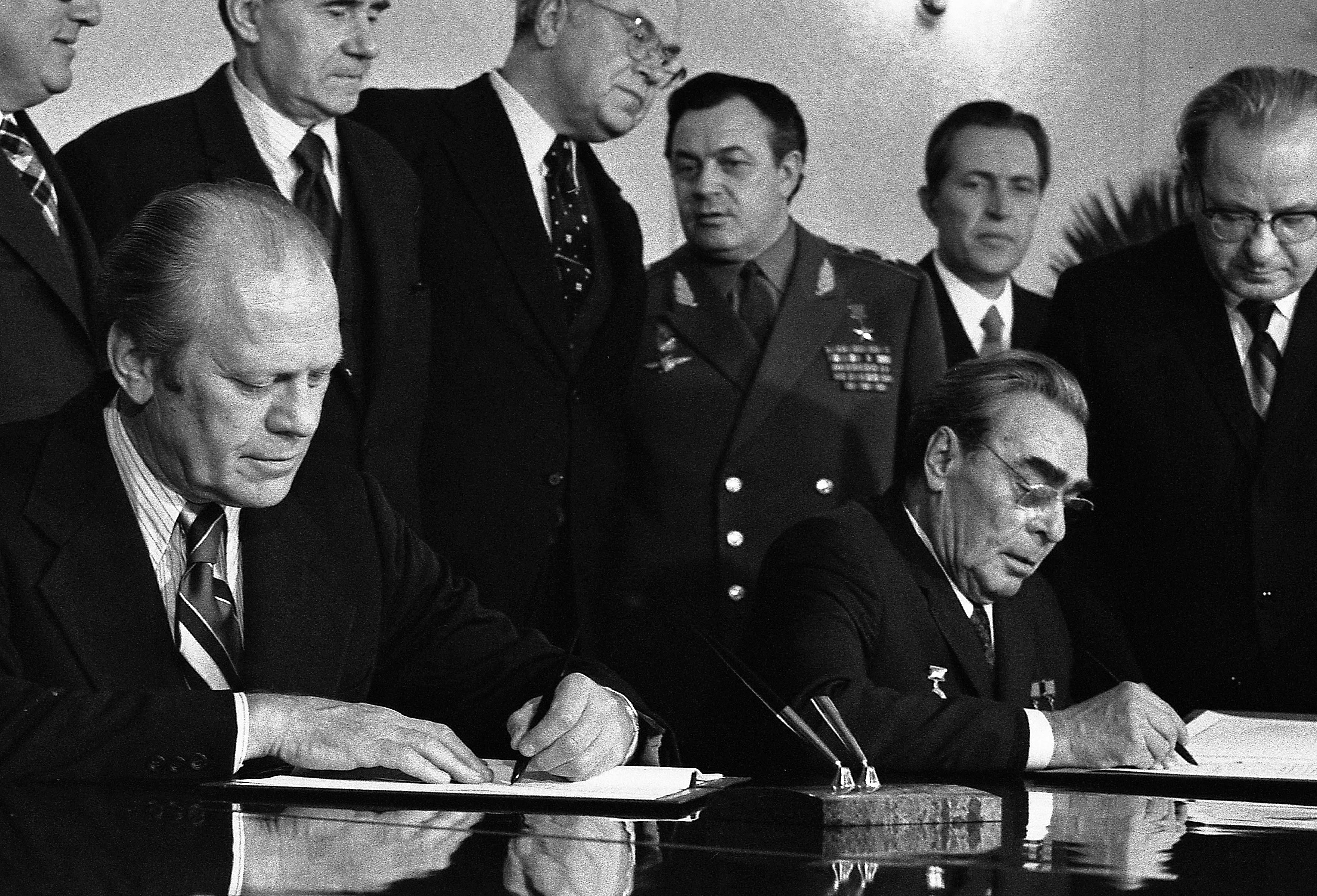
El presidente Gerald Ford y el secretario general soviético Leonid Brezhnev firman un comunicado conjunto tras las conversaciones sobre la limitación de las armas estratégicas ofensivas. El documento fue firmado en la sala de conferencias del Sanatorio Okeansky, Vladivostok, URSS.

El Tratado sobre Misiles Antibalísticos o Tratado ABM fue un acuerdo entre los Estados Unidos y la Unión Soviética para limitar el número de sistemas de misiles antibalísticos (ABM) utilizados para defender ciertos lugares contra misiles con carga nuclear. El 26 de mayo de 1972 el presidente estadounidense Richard Nixon y el secretario general del Comité Central del Partido Comunista de la Unión Soviética, Leonid Brézhnev, firmaron este tratado, que estuvo en vigor durante 30 años, hasta 2002. El 13 de junio de 2002, seis meses después de anunciarlo, los Estados Unidos se retiraron del acuerdo.
El objetivo era asegurar la vulnerabilidad de las partes firmantes. Se afirma que la certeza de que ambas partes podrían destruirse mutuamente mantuvo el frágil equilibrio durante la Guerra Fría, si bien existieron un buen número de otras razones. Se impusieron límites cuantitativos y cualitativos precisos respecto a los sistemas ABM que podían ser desplegados. Ambas partes acordaron limitar las mejoras cualitativas en sus respectivas tecnologías ABM.
El Tratado ABM se firmó en Moscú el 26 de mayo de 1972 y entró en vigor el 3 de octubre de 1972. Posteriormente, en 1974, EE. UU. y la URSS firmaron un protocolo anexo al Tratado que reducía el número de zonas de despliegue ABM de dos a una y el número de lanzadoras e interceptores ABM de 200 a 100. La URSS desplegó un sistema ABM alrededor de Moscú y EE. UU. optó por completar un área de despliegue ABM en Grand Forks (Dakota del Norte), que albergaba 100 lanzadoras y misiles, con radares asociados. Esa zona en Grand Forks estuvo activa muy poco tiempo, debido al elevado coste operacional.
El trato fue de varios acuerdos y protocolos. Se celebraron en Ginebra reuniones quinquenales de revisión. El 13 de diciembre de 2001 el presidente estadounidense George W. Bush presentó a la Federación Rusa la notificación formal de su voluntad de anular el Tratado. El 13 de junio de 2002 se produjo la retirada unilateral de EE. UU. del Tratado ABM. A partir de ese momento, EE. UU. empezó a desarrollar sistemas de defensa antimisiles expresamente prohibidos en el Tratado ABM. El gobierno estadounidense justificó esa decisión con base en un hipotético ataque de los estados canalla. Esta expresión se gestó en EE. UU. en época de la administración Clinton y se aplica a los estados que, supuestamente, son una amenaza para la paz mundial (por propiciar el terrorismo o pretender la posesión de armas de destrucción masiva). Se aplica o se ha aplicado a Cuba, Libia, Serbia, Irán, Sudán, Irak, Siria, Corea del Norte y Afganistán. Esta expresión ha sido duramente criticada por quienes argumentan que se trataba meramente de países opuestos u hostiles a EE. UU., sin suponer necesariamente una amenaza real para la paz internacional.

## SALT I
Los acuerdos SALT (siendo éstas las siglas de Strategic Arms Limitation Talks, en inglés «Conversaciones sobre Limitación de Armas Estratégicas») se refiere a dos encuentros de conversaciones bilaterales correspondientes a tratados internacionales entre la Unión Soviética y Estados Unidos —las superpotencias de la Guerra Fría— sobre el tema de control de armas, específicamente el de limitar las armas nucleares estratégicas y frenar la carrera armamentística. Hubo dos encuentros de conversaciones y acuerdos: SALT I y SALT II. Fueron firmados al final de cada una de las negociaciones llevadas a cabo entre Estados Unidos y la Unión Soviética. Un tratado subsecuente fue START I.

## SALT II
Se denomina SALT II a las negociaciones entre Estados Unidos y la Unión Soviética para firmar acuerdos que limitaron la producción del Misil balístico intercontinental (ICBM) cargadas con armas nucleares se iniciaron oficialmente en Helsinki en noviembre de 1969.

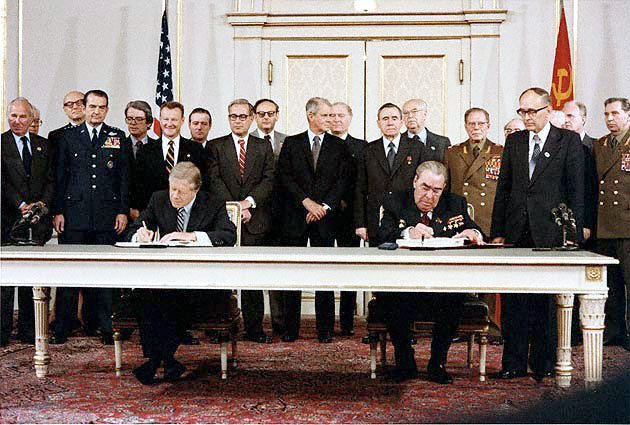
Carter y Brezhnev firmando el acuerdo SALT II.

Tras arduas negociaciones, Leonid Brézhnev en nombre de la URSS y Richard Nixon por los EE. UU. firmaron en Moscú los acuerdos SALT en mayo de 1972. Este tratado ponía límite a la construcción de armamentos estratégicos y fijaba un número para los misiles intercontinentales (ICBM) y los lanzadores de misiles instalados en submarinos (SLBM) que poseían la URSS y los EE. UU. También prácticamente prohibía el establecimiento de sistemas de defensa antimisiles. Paradójicamente, estos acuerdos llevaban el «equilibrio del terror» al absurdo, para que la disuasión consiga impedir la guerra era necesario que las dos superpotencias no trataran de defender a sus poblaciones de un ataque nuclear. La «mutua destrucción asegurada» era la única forma de impedir el conflicto.
De cualquier manera, los acuerdos SALT simbolizan la distensión. Es el fin de lo que los estadounidenses denominaron brinkmanship (la política de al borde del abismo) y la búsqueda de relaciones estables con el adversario-socio. Fueron también la consagración de la bipolaridad: los estadounidenses reconocieron definitivamente el acceso a la paridad de la URSS.
En 1979 Brézhnev y Carter firmaron en Viena unos nuevos acuerdos, conocidos como SALT II. Este acuerdo limitaba el número y el tipo de misiles nucleares intercontinentales para las dos potencias, sin embargo, en el nuevo contexto de la intervención soviética en Afganistán y de las crisis de los «euromisiles», el Senado estadounidense se negó a ratificar los acuerdos SALT II, juzgados como muy favorables para la URSS.
El nuevo rearme promovido por Reagan (la Iniciativa de Defensa Estratégica ponía fin a la prohibición para establecer sistemas de defensa antimisiles) llevó al fin de los acuerdos SALT. En 1986, los EE. UU. se desvincularon oficialmente de esos tratados.
Las rondas de conversaciones y tratados finales fueron
- SALT I (1969-1972) realizadas en Helsinki y Viena;
- SALT II (1972-1979) en Viena.

## Salida de EE.UU.
La retirada de EE. UU. ha planteado un grave reto a los acuerdos internacionales de control de armas y de mantenimiento de la paz y la seguridad internacionales. De hecho, la implementación de una defensa norteamericana antimisiles (más conocida como escudo antimisiles) en Europa ha suscitado un gran recelo en Rusia, que ha amenazado con la destrucción de ese escudo y puede ser origen de inestabilidad internacional.